# Salvador Lazo
Salvador Lazo Lazo (Santo Niño, Cagayán, Filipinas - Manila, 11 de abril de 2000) Obispo católico filipino que se adhirió a las tesis defendidas por Marcel Lefebvre y la Hermandad de San Pío X en los últimos años de su vida.

## Biografía
Nació en Santo Niño (antigua Feria) en 1918, siendo uno de los siete hijos de Fortunato y Emiliana Lazo. Su padre era el Juez de Paz. Tras la muerte de su madre durante un parto en 1926, su tía ayudó a sostener a la familia. Lazo se graduó de la Escuela Central de Santo Niño en 1933, y luego asistió a  Escuela Nacional preparatoria de Cagayán y en el seminario de Cristo Rey, dirigido por el misioneros del Verbo Divino. Durante la ocupación japonesa de la Segunda Guerra Mundial, él y sus compañeros novicios se vieron obligados a continuar sus estudios en el Seminario de la Inmaculada Concepción en la ciudad de Vigan. Su hermano, también un seminarista, murió durante este tiempo.

## Presbiteriado y episcopado
Ingresó en el seminario de la diócesis de Tuguegarao en 1943, siendo ordenado el 22 de marzo de 1947. Estuvo durante seis años en una parroquia hasta que el obispo le nombró director del seminario de Tuguegarao, cargo que desempeñó durante 17 años. En 1970 fue consagrado obispo.
Primero como auxiliar de las diócesis de Tuguegarao y Nueva Segovia. Después fue nombrado para ocupar la diócesis de San Fernando de la Unión. Aquí gobernó la diócesis, procurando preservar a sus sacerdotes de la teología modernista, particularmente virulenta en los años 80 en Filipinas.[cita requerida]

## Su asociación con la FSSPX
Al llegar la edad de jubilación obligatoria de 75, Lazo renunció como obispo el 28 de mayo de 1993. Entonces vivía con sus cuñadas afectado por un cáncer en la ciudad de Zamboanga. Empezó a entrar en contacto con la Hermandad de San Pío X y comenzó a identificarse como un católico tradicionalista. Se entrevistó con Richard Williamson y con Bernard Fellay. En 1995 celebraba en exclusividad la misa tridentina. Fue llamado al orden, amenazado por el cardenal Jaime Lachica Sin y el arzobispo Diosdado Talamayan para que suspendiera su asociación con la HSSPX, pero él se negó. Incluso fue persuadido para que volviera a la vida activa episcopal.
En 1998, hizo una Declaración de Fe a Juan Pablo II, diciendo: 

Yo no sirvo la Roma que es controlada por masones que son los agentes de Lucifer, el príncipe de los demonios.

 Afirma que "la obediencia debe servir la fe", Lazo también afirmó que las reformas del Concilio Vaticano Segundo se hicieron "con el objetivo de destruir la religión católica". Así describió una vez el judaísmo como "cabeza enemiga visible de la Iglesia Católica."
Lazo más tarde murió a los 81 años. Su funeral fue celebrado por el obispo Bernard Fellay.